# Север
Север (ијек. сјевер) једна је је од главних страна света. На картама и компасу север се налази на врху, уколико то није другачије означено и означава се са 0° или 12 сати. Пилоти се оријентишу часовима (мета се налази на 12 часова).

## Етимологија
Реч north је повезана са старовисоконемачким nord, оба од којих потичу од протоиндоевропске јединице *ner-, што значи „лево; доле“, као што је север лево када је особа окренута према излазећем сунцу. Слично томе, и остали кардинални правци су такође повезани са положајем сунца.
Латинска реч borealis потиче од грчке boreas „северни ветар, север“, који је, према Овидију, био персонификован као син бога реке Стримона, оца Кале и Зетеса. Septentrionalis је од septentriones, „седам волова плугова”, име је Урса Мајора. Грчки ἀρκτικός (arktikós) назван је по истом сазвежђу и извор је речи Арктик.
Остали језици имају и друге изведенице. На пример, на лезгинском језику kefer може значити и „неверица“ и „север“, јер северно од муслиманске лезгијске домовине постоје подручја која су раније насељавали немуслимански кавкаски и туркијски народи. На многим језицима Мезоамерике север такође значи „горе“. На мађарском је реч север за észak, што је изведено од éjszaka („ноћ“), јер изнад северног повратника Сунце никада не сија са севера, осим унутар Арктичког круга током летњег поноћног сунца.
Правац север је прилично често повезан са хладнијом климом, јер се већина светског копна на високим географским ширинама налази на северној хемисфери. Арктички круг пролази кроз Северни ледени океан, Норвешку, Шведску, Финску, Русију, Сједињене Државе (Аљаска), Канаду (Јукон, Северозападне територије и Нунавут), Данску (Гренланд) и Исланд (где пролази кроз мало приобално острво Гримзи).

## Мапе
Према конвенцији, горња страна мапе је обично север. Да би се ишло према северу користећи компас за навигацију, подеси се смер или азимут од 0° или 360°.
Север је специфично правац који се у западној култури сматра фундаменталним правцем:
- Север се користи (експлицитно или имплицитно) за дефинисање свих осталих праваца.
- Горње (Визуелне) ивице карата обично одговарају северном ободу представљеног подручја, осим ако није изричито наведено другачије или се оријентири сматрају кориснијим за ту територију од одређених праваца.
- На било ком ротирајућем астрономском објекту, север често означава страну која изгледа да се окреће у смеру супротном од кретања казаљке на сату када се гледа издалека дуж осе ротације. Међутим, Међународна астрономска унија (ИАУ) дефинише географски северни пол планете или било ког њеног сателита у Сунчевом систему као планетарни пол који се налази на истој небеској хемисфери, у односу на непроменљиву раван Сунчевог система, као Земљин северни пол.[7] То значи да се неки објекти, попут Урана, ротирају у ретроградном смеру: када се гледа са севера ИАУ, окретање је у смеру казаљке на сату.

## Магнетни север и деклинација
Магнетни север је од интереса, јер је то смер означен као север на правилно делујућем (али неисправљеном) магнетном компасу. Разлика између њега и правог севера назива се магнетна деклинација (или једноставно деклинација тамо где је контекст јасан). За многе сврхе и физичке околности грешка у смеру која настаје занемаривањем разлике је подношљива; у другима ментална или инструментна компензација, заснована на претпостављеном знању о применљивој деклинацији, може решити све проблеме. Али једноставне генерализације на ту тему треба третирати као неразумне и вероватно одражавају популарне заблуде о земаљском магнетизму.
Мапе намењене за употребу компасном оријентацијом јасно указују на локалну деклинацију ради лакше корекције на прави север. Мапе такође могу означавати мрежни север, што је навигациони термин који се односи на правац северно дуж линија мреже пројекције карте.

## Улоге севера као главног правца
Видљива ротација ноћног неба око видљивог небеског пола пружа живописну метафору тог правца који се поистовећује са „горе“. Стога је избор севера као „горе“ на северној хемисфери, или југа у тој улози на југу, пре светске комуникације, све само не произвољан - барем за ноћне астрономе. (Напомена: јужној хемисфери недостаје истакнути видљиви аналог северне поларне звезде.) Супротно томе, кинеска и исламска култура сматрале су југ одговарајућим „горњим“ крајем за мапе. У културама Полинезије, где је пловидба играла важну улогу, ветрови - преовлађујући локални или предачки - могу дефинисати кардиналне тачке.
У западној култури:
- Мапе се обично цртају за гледање са било правим севером или магнетним севером на врху.
- Земаљски глобуси имају Северни пол на врху, или ако је Земљина оса представљена као нагнута од вертикале (обично под углом који има у односу на осу Земљине орбите), у горњој половини.
- Мапе су обично означене да показују који смер на мапи одговара правцу на земљи,
  - обично са једном стрелицом оријентисаном у картиној репрезентацији правог севера,
  - повремено са једном стрелицом оријентисаном ка приказу магнетског севера на мапи или две стрелице оријентисаном ка правом, односно магнетном северу,
  - повремено са компасном ружом, али ако је тако, обично на мапи са севером на врху и обично са севером проминентније украшеним од било које друге тачке компаса.
- „Горе“ је метафора за север. Идеја да север увек треба да буде „горе“, а исток десно успоставио је грчки астроном Птоломеј.[11][12] Историчар Данијел Борстин сугерише да је то можда било зато што су познатија места у његовом свету била на северној хемисфери, а на равној мапи су била најпогоднија за проучавање ако су била у горњем десном углу.[13]